# Jeux vidéo James Bond
L'agent secret James Bond a eu droit à de nombreuses aventures dans l'univers du jeu vidéo. Il pouvait s'agir d'adaptations ou d'aventures inédites.
Domark et Mindscape ont été les premiers éditeurs à exploiter la licence. Depuis la fin des années 1990, c'est le géant américain Electronic Arts qui en détient les droits, puis Activision.

## Liste

### 1983
- James Bond 007 (Commodore 64, Colecovision, Atari 2600/5200)

### 1985
- A View to a Kill (C64, Spectrum, CPC, MSX)

### 1987
- The Living Daylights (CPC)

### 1988
- Live and Let Die (Amiga, Atari ST, C64, Amstrad CPC, ZX Spectrum)

### 1989
- Licence To Kill (Amiga, Atari ST, C64, DOS, MSX, Amstrad CPC, BBC Micro, ZX Spectrum)

### 1990
- Operation Stealth, James Bond: The Stealth Affair aux États-Unis (Amiga, Atari ST, DOS)
- The Spy Who Loved Me (Amiga, Atari ST, C64, Amstrad CPC, ZX Spectrum)

### 1991
- James Bond: The Duel (Mega Drive, Master System, Game Gear)

### 1992
- James Bond Junior (SNES, NES)

### 1997
- GoldenEye 007 (N64)

### 1998
- James Bond 007 (Game Boy)

### 1999
- Demain ne meurt jamais (PSone)

### 2000
- Le monde ne suffit pas (N64, Game Boy, PSone)

### 2001
- 007 : Espion pour cible (PS2, Xbox, NGC)
- 007 Racing (PSone)

### 2002
- 007: Nightfire (PC, Mac, PS2, Xbox, NGC, GBA)

### 2004
- James Bond 007 : Quitte ou Double (PS2, Xbox, NGC, GBA)
- GoldenEye : Au service du Mal (PS2, Xbox, NGC, NDS)

### 2005
- Bons baisers de Russie (PS2, Xbox, NGC, PSP)

### 2006
- Young Bond (téléphone portable)

### 2008
- 007: Quantum of Solace (PC, PS2, PS3, Xbox 360, Wii, DS)

### 2010
- GoldenEye 007 (Wii, DS)
- Blood Stone 007 (PS3, DS, Xbox 360, PC)

### 2011
- GoldenEye 007 Reloaded (PS3, Xbox 360, Wii)

### 2012
- 007 Legends (PC, PS3, Xbox 360, Wii U)

### 2018
- Le meilleur de Bond (PC Windows 10, Xbox One) : contenu téléchargeable pour Forza Horizon 4

### 2023
- Cypher 007 (iOS) : Apple Arcade

## Développé par des fans
- 2010 : GoldenEye: Source (PC)

## Parodie
Même dans les jeux vidéo, le célèbre agent secret n'a pas échappé à la parodie. La plus célèbre est la série des James Pond, un poisson agent secret.
- James Pond (1991)
- James Pond 2: Codename RoboCod (1991)
- James Pond 3: Operation Starfish (1993)